# Generalsiedlungsplan

Le Generalsiedlungsplan (en français : « Plan de développement général ») est un projet de colonisation de l'Est de l'Europe, dont les premières ébauches ont été présentées à Himmler durant le mois de décembre 1942 par Hans Ehlich, chef de bureau au RSHA. En dépit de ces travaux préparatoires, les projets coloniaux contenus dans le Generalsiedlungsplan sont abandonnés de fait après la défaite de Stalingrad.

## Un projet peu connu

### Sources
Les dernières planifications territoriales élaborées par la SS à la fin de l'année 1942 et au début de l'année 1943 sont peu connues. Ce projet, le dernier des projets nazis d'aménagement de l'Est du continent européen, n'est connu que par des notes éparses, par un projet de table des matières et par des annexes statistiques.
Ainsi, le 23 décembre 1942, Konrad Meyer-Hetling, le responsable de la conception du Schéma général de l'Est, remet à Himmler les annexes statistiques préalables à la mise en œuvre de ce projet de planification. Ces documents préparatoires sont appuyés par un mémorandum dont la rédaction aurait débuté au mois de janvier 1943.

### Publicité
Cette planification est également connue par les quelques présentations dont elle a fait l'objet à la fin de l'année 1942 et au début de l'année 1943. Ainsi, le 11 décembre 1942, lors d'une conférence organisée par la RSHA, Hans Ehlich, présente la vision de cette organisation des projets coloniaux de grande ampleur.
Les 1er et 2 février 1943, à Bernau, Justus Beyer, l'un des adjoints de Otto Ohlendorf, présente le projet du RSHA à ses interlocuteurs du bureau IIIB au SD.

## Principes
Ce dernier projet vise à donner au peuple allemand les conditions lui garantissant un développement harmonieux en lien avec les idées raciales et politiques national-socialistes.

### Enjeux démographiques
Dans un contexte marqué par la prise de conscience, par les concepteurs de la SS, de l'impossibilité de mobiliser les masses de populations rendues nécessaires par la planification de l'été et de l'automne 1942, un nouveau principe est acté, celui de l'expulsion massive des populations slaves hors des territoires à coloniser : les décomptes, obtenues par recoupement par Christian Ingrao, fixent le nombre de personnes à expulser à près de 48 millions de Polonais, d'Ukrainiens, de Tchèques, de Biélorusses et de Baltes.
De plus, ces expulsions sont doublées d'une politique de germanisation pensée comme le retour dans leur Volk originel des Allemands dégermanisés ; la proportion de personnes regermanisables est ainsi estimée, peuple par peuple.
Parallèlement à ces projections, les besoins en colons sont fixés à près de 13 millions de personnes, recrutées parmi les Baltes et les Polonais germanisables, les Volksdeutsche de l'ensemble de l'Europe, des populations scandinaves ainsi que des paysans allemands, rendus disponibles par la restructuration agraire dans le Reich. Avec de tels effectifs, le projet prépare une germanisation totale des territoires concernés par ce projet grandiose.
Enfin, les besoins pharaoniques nécessaires à la réalisation de ce projet à l'échelle du continent européen rendent obligatoire l'appel à des travailleurs étrangers, provisoirement établis à proximité des zones de colonisation germanique.

### Territoires concernés
Ce dernier projet, le plus étendu spatialement, synthétise les projets antérieurs, dans le Wartheland, en Prusse-Occidentale, dans le Protectorat, en Alsace-Lorraine et en Carniole annexée.
À ces régions, s'ajoutent, à la demande personnelle de Himmler, les pays baltes, la Biélorussie, la Tauride ainsi que la Crimée.

## Une planification abandonnée
Peu connue, cette planification est transmise à Himmler au moment où le sort de la guerre à l'Est se trouve en train de basculer ; de ce fait, les promoteurs de ce projet, Himmler le premier, l'abandonnent de fait en février 1943, quelques jours après la reddition des unités allemandes engagées à Stalingrad.

### Désintérêt de Himmler
En effet, le 15 février 1943, le courrier de Meyer-Hetling, demandant à Himmler des précisions relatives aux modifications demandées le 12 février, reste sans réponse, le responsable de la correspondance attaché au secrétariat de Himmler ayant estimé inutile de monopoliser l'attention du Reichsführer pour des préoccupations aussi peu en phase avec la situation du Reich à ce stade du conflit.
Cet abandon est matérialisé par la négligence dont Himmler fait preuve dans le traitement des courriers qui lui sont adressés par les protagonistes de la planification territoriale nazie. En effet, ce n'est que le 23 mars 1943 qu'une réponse est adressée à Meyer-Hetling : selon ce courrier, le caractère « incomplet » des projets de planification justifierait l'envoi d'une « documentation générique » à Karl Brandt. Le 15 mai 1943, les collaborateurs de Brandt estiment que l'ensemble des dossiers de planification se trouve toujours à la disposition de Himmler, ce que Meyer-Hetling confirme plus tard.
Le choix des responsables du traitement de ces dossiers constitue une autre manifestation du désintérêt global de Himmler et de son état-major pour les questions de planification coloniale au fil de l'année 1943. En effet, les interlocuteurs des planificateurs nazis se recrutent au fil des mois dans les rangs de plus en plus subalternes de l'administration de la SS.
En dépit de cette mise à l'écart, les projets coloniaux contenus dans le Generalsiedlungsplan font l'objet d'améliorations jusqu’au milieu de l'année 1943, sans pour autant susciter de regain d'intérêt de la part de Himmler.

### Dernières mentions
Konrad Meyer-Hetling et ses subordonnés tentent de nouvelles démarches les 10 et 13 septembre 1943 pour obtenir un arbitrage de Himmler sur les choix proposés en février précédent, sans succès,.
Les dossiers contenant la totalité des projets de planification territoriale allemands sont annotés pour la dernière fois le 6 janvier 1944 lors de leur classement, lorsqu'un sous-officier retrouve des documents manquants dans un dossier comportant une étude sur la structure foncière en Ukraine.